# Belén González Martín
María Belén González Martín (Talavera de la Reina, Toledo, siglo XX) es una magistrada española.

## Biografía
Nació en Talavera de la Reina. En 1995 a 2001, trabajó como juez en los juzgados de Haro. Desde 2001 fue destinada como Magistrada-Juez del Juzgado de Primera Instancia número 7 de Bilbao. Fue Magistrada titular del Juzgado de Primera Instancia número 4 de Vitoria. En 2020, fue nombrada magistrada-jueza decana de los Juzgados de Álava. En 2023, pasó a desempeñar la plaza de Magistrada de la Audiencia Provincial de Álava, correspondiente al orden civil.

## Premios y reconocimientos
- En 2016 fue condecorada con la medalla blanca al Mérito Policial, por el Ministerio de Interior del Gobierno de España.[11]